# Хановер (окръг, Вирджиния)
Вижте пояснителната страница за други значения на Хановер.
Окръг Хановер (на английски: Hanover County) е окръг в щата Вирджиния, Съединени американски щати. Площта му е 1228 km², а населението - 100 720 души. Административен център е населеното място Хановер.